# Atrytonopsis vierecki
Atrytonopsis vierecki is een vlinder uit de familie van de dikkopjes (Hesperiidae). De wetenschappelijke naam van de soort is voor het eerst geldig gepubliceerd in 1902 door Henry Skinner.